# Свидовець (гірський масив)
Свидове́ць — гірський масив в Українських Карпатах, на Закарпатті. Розташований між річками Тересвою (на заході) та Чорною Тисою (на сході).

## Географія
Гірський масив Свидовець — один із системотворчих елементів давньольодовиково-високополонинських флішових ландшафтів Українських Карпат. Найближчими високогірними сусідами Свидовця є масив Буштул на півночі, Полонина Братківська на північному сході, Чорногора на південному сході (відмежована долиною Чорної Тиси), Полонина Красна (відмежована долиною Тересви) на заході. На сході ландшафт Свидовець межує з Ясинською улоговиною. Свидовецький ландшафт має вигляд вигнутої на північ дуги завдовжки 25 км. Характеризується слабохвилястими лініями гір без великих перепадів між сідловинами і вершинами.
Найбільш піднятою частиною ландшафту Свидовець є головний Свидовецький хребет, який має вигляд опуклої на північний схід гірської дуги, що проходить через такі вершини: Кінець (1308 м) — Темпа (1639 м) — Велика Куртяска (1626 м) — Унгаряска (1707 м) — Татуляска (1774 м) — Стіг (1704 м) — Близниця (1883 м). З головного хребта у південному напрямку відходять кілька відрогів, названих плайками. На північ від головного хребта відходять два великі відгалуження: від Трояски — хребет з вершиною Татарука (1711 м), від Крутяски Малої — довгий хребет Шаса з вершинами Підпула (1634 м), Берляска (1555 м), Черепан (1532 м) та Свидова (1430 м). На південь від хребта перпендикулярно відходять три паралельних пасма: Гласкулова плайка з вершинами Великий і Малий Менчул, Стайкова плайка з вершиною Опреша (1480 м) і Апецька плайка з вершиною Апецька (1511 м). Середня висота гребеневої ліні хребта становить 1735 м, відносні висоти — до 1000—1200 м.
Широкі лагідні хребти, рештки колишніх пенепленів, являють собою різкий контраст з вузькими, глибоко (до 1 200 м) врізаними долинами. На північних узбіччях головного хребта поширені польодовикові котли (льодовикові кари), інколи виповнені озерами — наприклад Апшинець, Догяска, Ворожеська, Драгобратське (Івор).

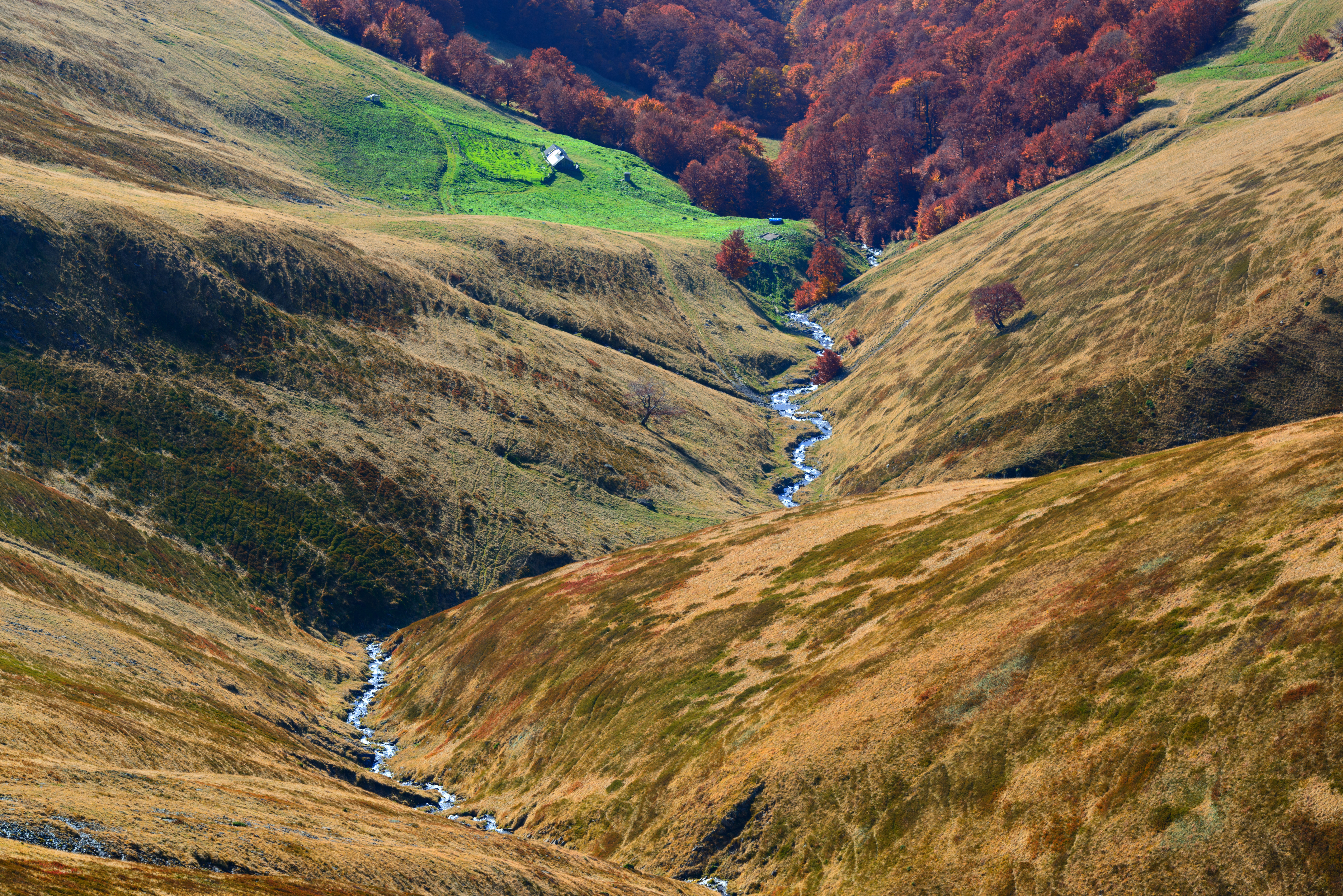
Річкова долина на Свидовці

У Свидовецькому ландшафті верхню межу лісу (ВМЛ) утворює природний територіальний комплекс зі смерековими і буковими лісами. Верхня межа лісу (ВМЛ) у середньому проходить тут на висоті 1 400 м н. р. м. Суцільні смерекові ліси піднімаються вгору в середньому до висоти 1 320 м (максимальна висота — 1 480 м), а розріджені смеречники — до 1 440 м (максимальна висота — 1 560 м). На південному мегасхилі Свидовецького ландшафту бук росте до висоти 1 380 м н. р. м. Це найвища межа бучин в Українських Карпатах. На Закарпатських макросхилах існують оптимальні умови для букових лісів.
Вище ВМЛ простягаються просторі полонини з жерепом, на яких розвинене пастуше життя, зокрема в районі Драгобрату. Постійно заселені — долини річок Тиси (серед інших місто Рахів) і Тересви (смт Усть-Чорна) і південне узбіччя (село Косівська Поляна та інші). Східна частина масиву розташована в межах української етнічної території — Гуцульщини.
Масив пов'язаний з Дуклянським, частково Чорногірським, Поркулецьким Рахівським покривами, в геологічній будові переважають пісковики та фліш крейдяного і палеогенового віку.
Східна частина Свидовця входить до складу заповідної території (близько 1500 га) — Свидовецького заповідного масиву, на північних схилах розташований Апшинецький заказник.
Хребет Свидовець в Україні вважають центром Європи. Цей хребет розташований на південному сході високогірної частини Українських Карпат і межує на південному сході з місцем, де розташований Географічний центр Європи (поблизу села Круглий Рахівського району). Він позначений встановленими на правому березі річки Тиси стелою і геодезичним знаком з написом латинською: «Постійне, точне, вічне місце».

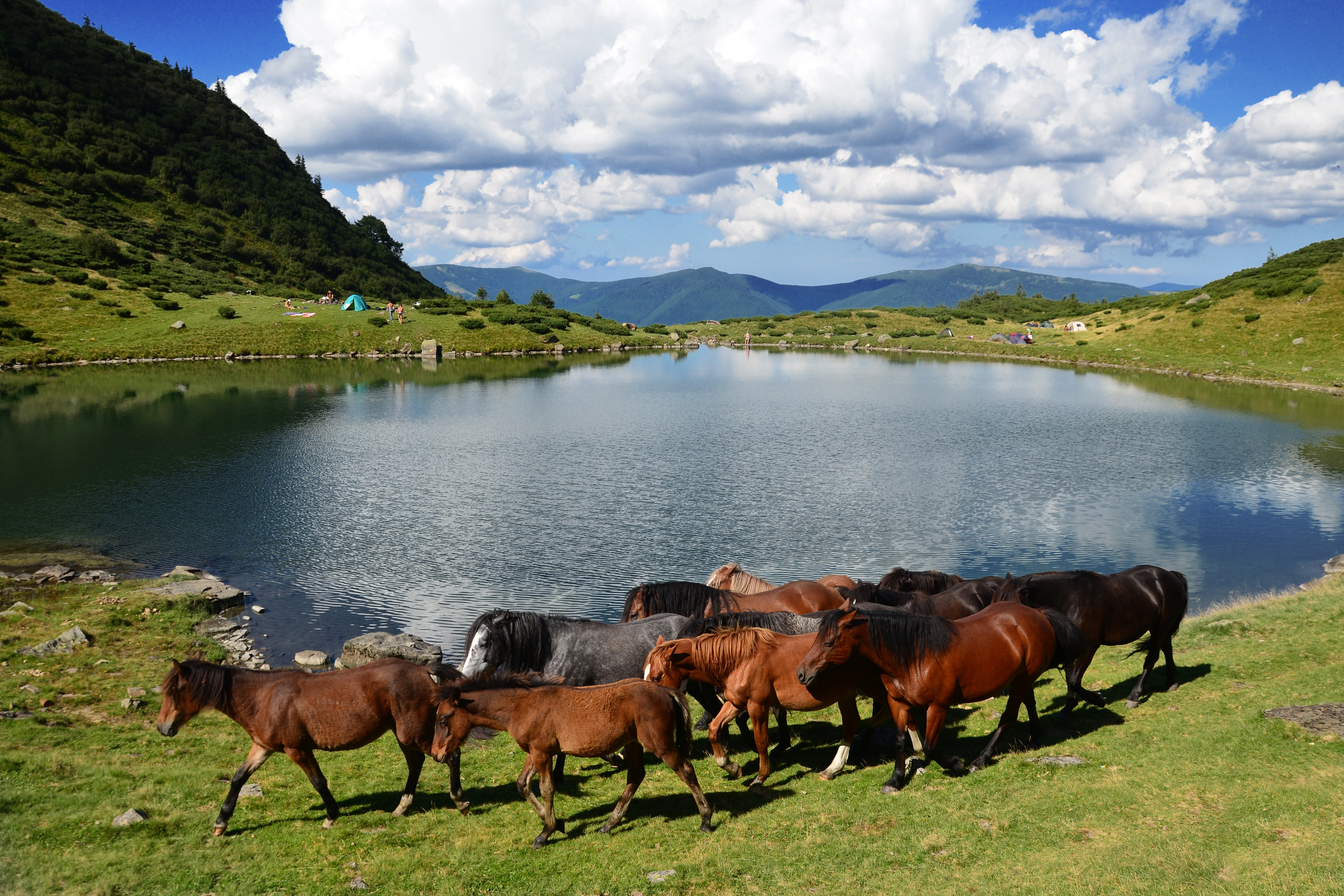
Коні біля озера Ворожеська

Деякі озера (льодовикового походження), що розташовані на хребті Свидовець: Апшинець (1487 м н. р. м., в Рахівському районі; глибина — понад 3 м), Ворожеська (1460 м н. р. м.; складається з двох частин — верхнього озера, площею 0,7 га, завглибшки 4,5 м, і нижнього озера, у декілька разів меншого, завглибшки до 2 м), Герашаська (температура води влітку низька — у червні +10°С — +11°С; водоростей мало, з фауни найпоширеніші мікроскопічні ракоподібні).
Є водоспади, наприклад Драгобратський і Труфанець.
Свидовець — район гірськолижного (див. Драгобрат) та пішохідного туризму. 
У 2021 році місцева влада затвердила генеральний план, згідно з яким на території хребта Свидовець буде збудовано туристичний комплекс з мережею підвісних пасажирських канатних доріг, лижних трас, готельною-комерційною інфраструктурою та вітровою електростанцією з 34 вітроустановками, втім наразі громада та активісти виступають проти цього рішення, оскільки вважається, що будівництво призведе до руйнації місцевої екосистеми.

## Деякі вершини
- Близниця (1883 м)
- Великий Котел (1771 м)
- Догяска (1761 м)
- Татарука (1707 м)
- Унгаряска (1707 м)
- Стіг (1704 м)
- Трояска (1702 м)
- Темпа (1634 м)
- Підпула (1634 м)
- Берляска (1555 м)
- Думен (1376 м)

## Галерея

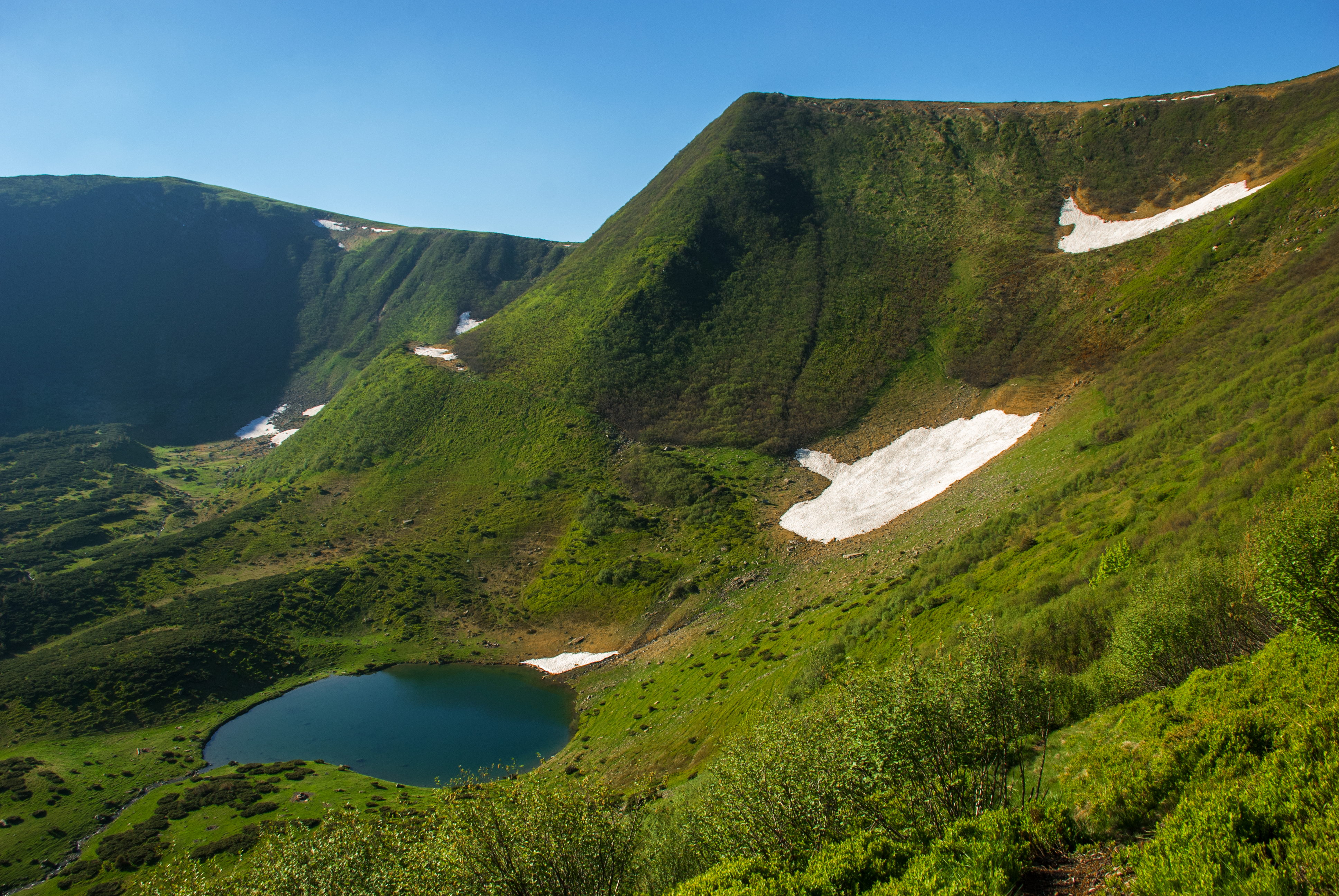
Озеро Ворожеська та сніжники
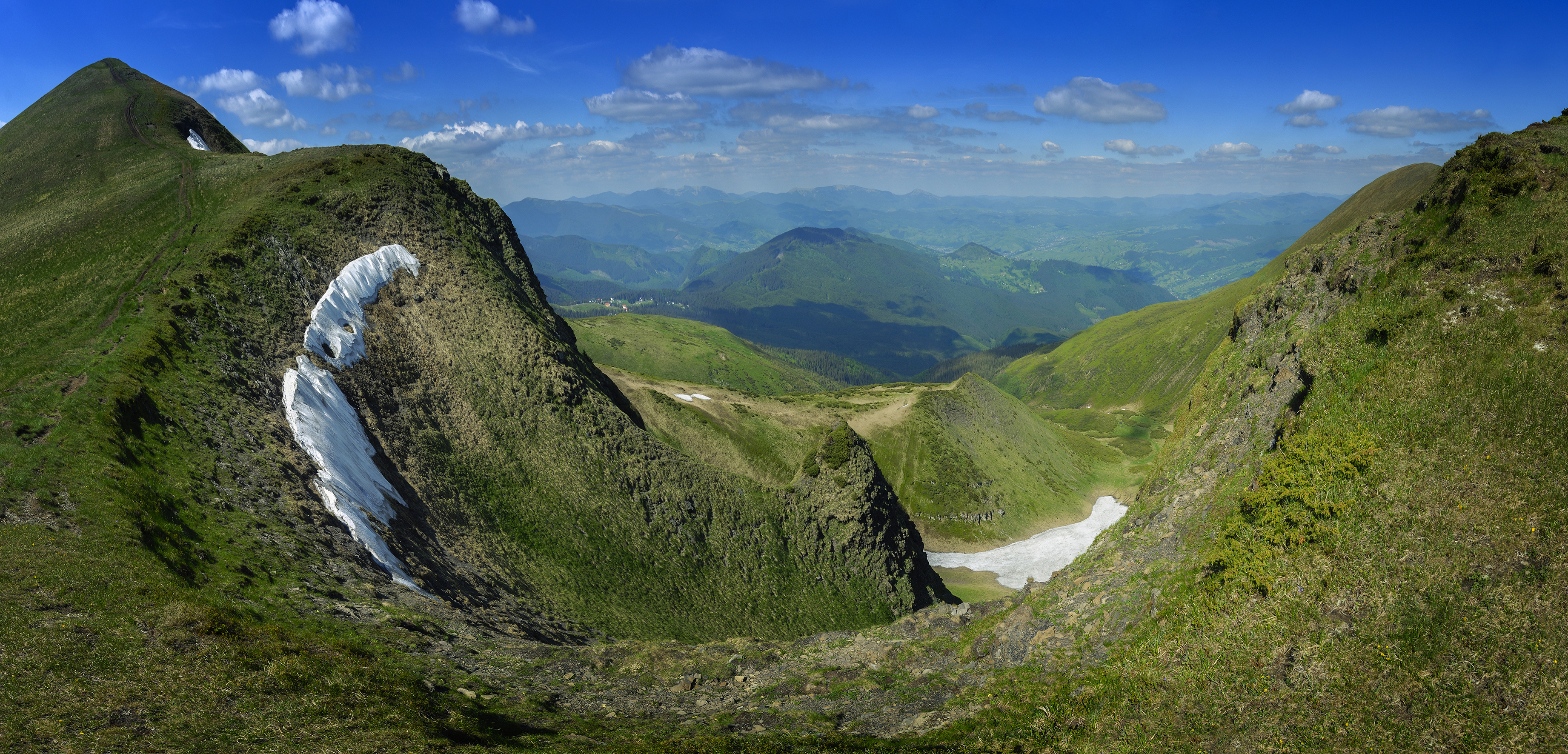
Панорама зі сідловині між Близницями
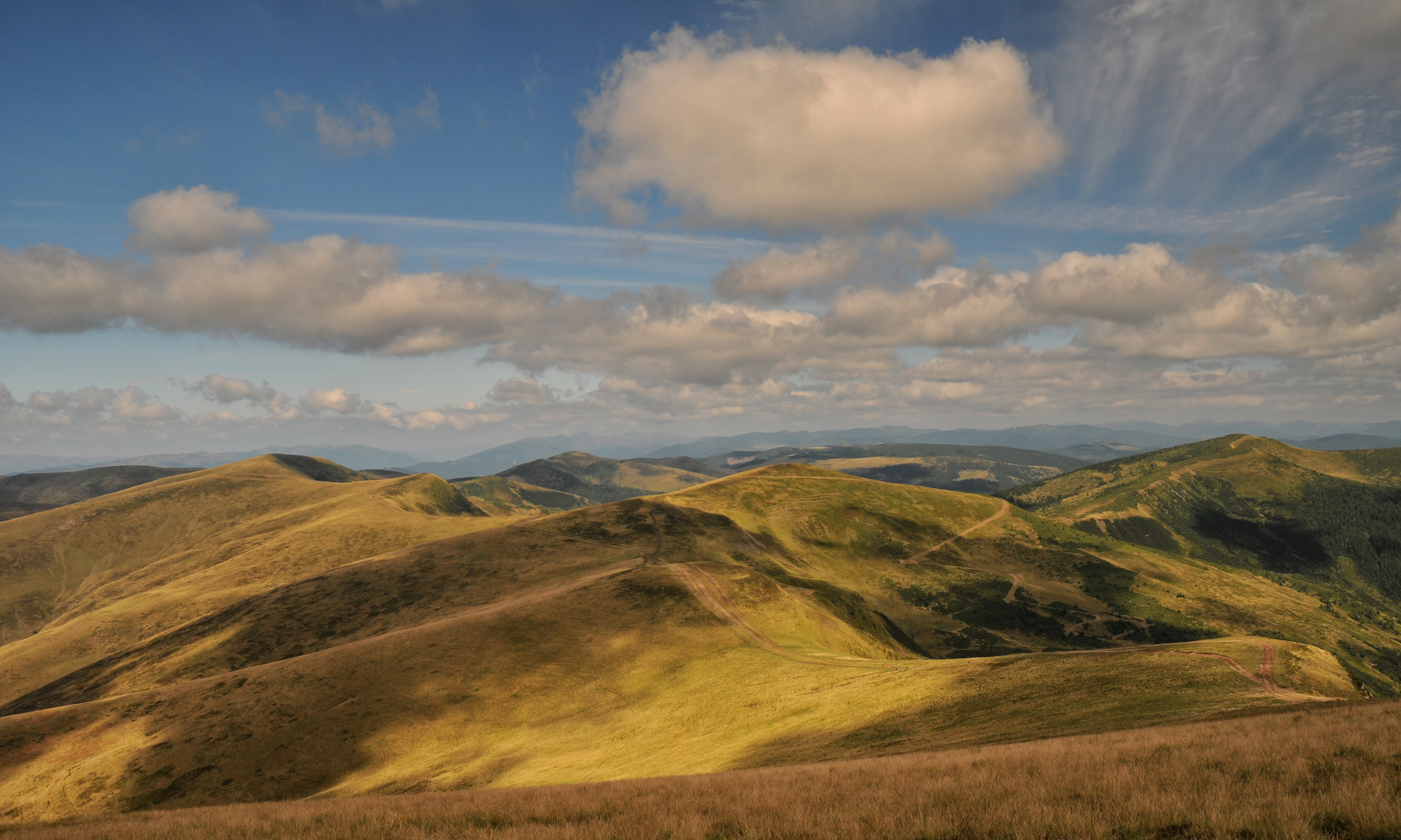
Свидовець восени
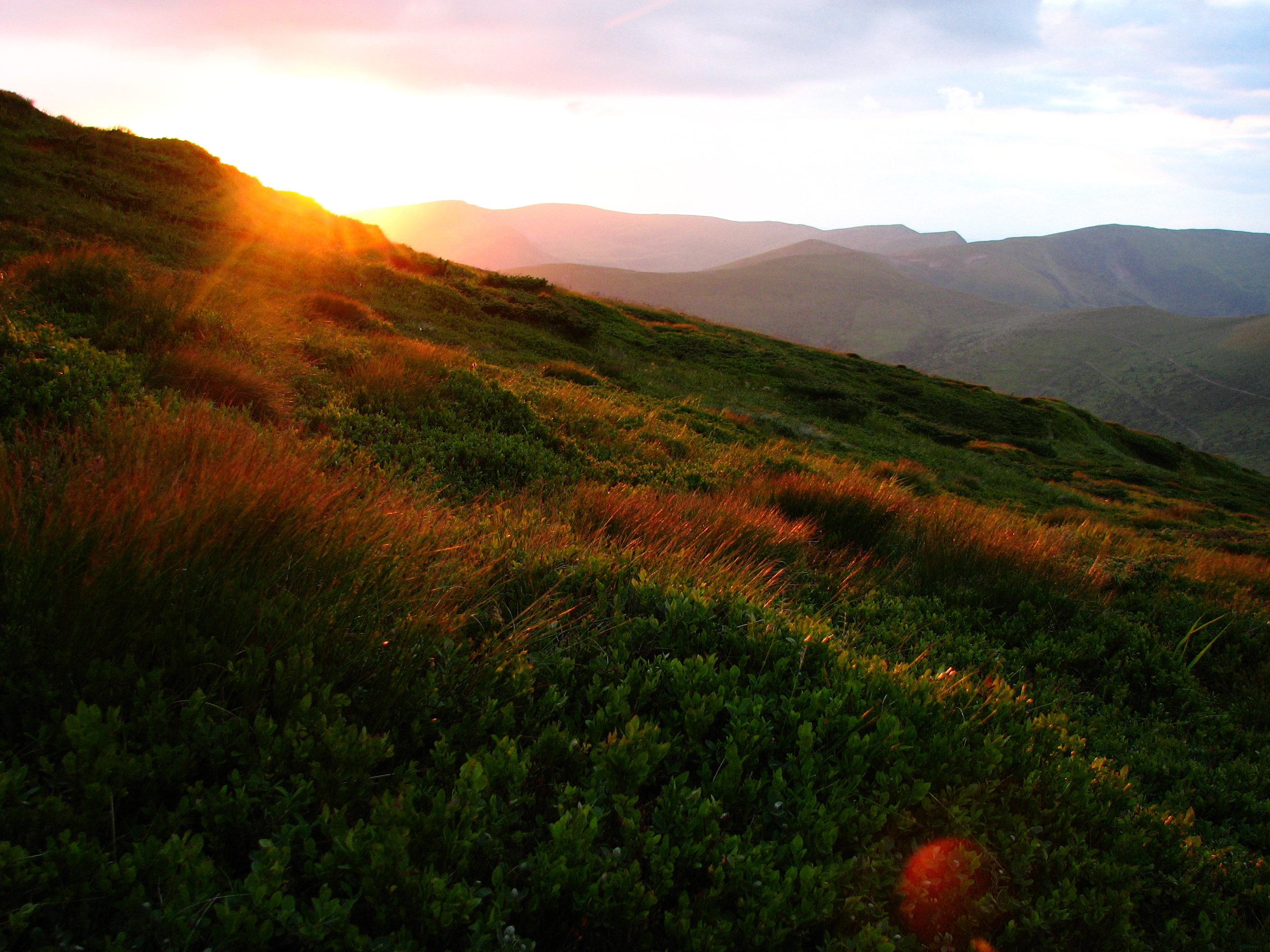
Схил з північної сторони г. Велика Близниця під час заходу сонця
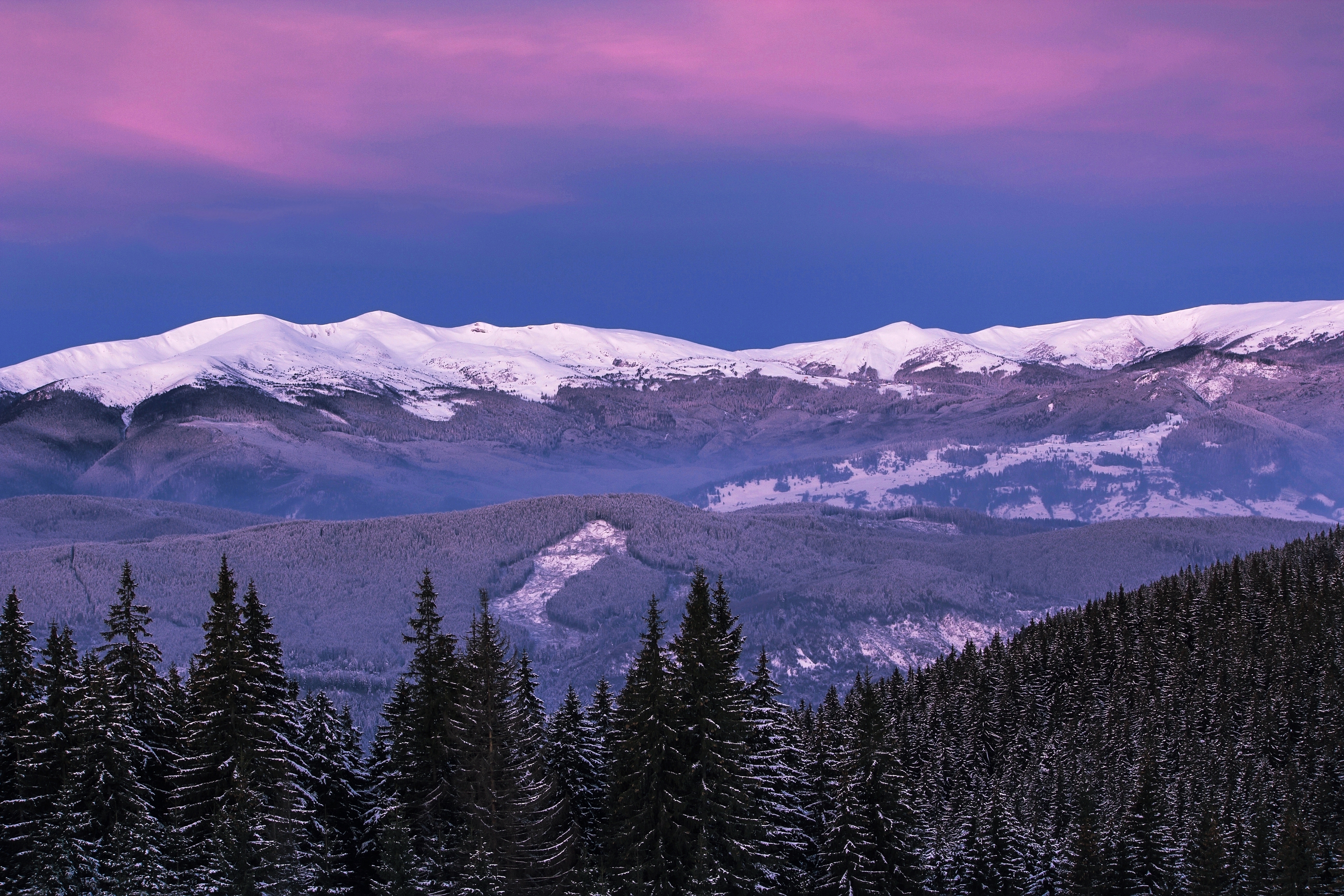
Свидовець взимку
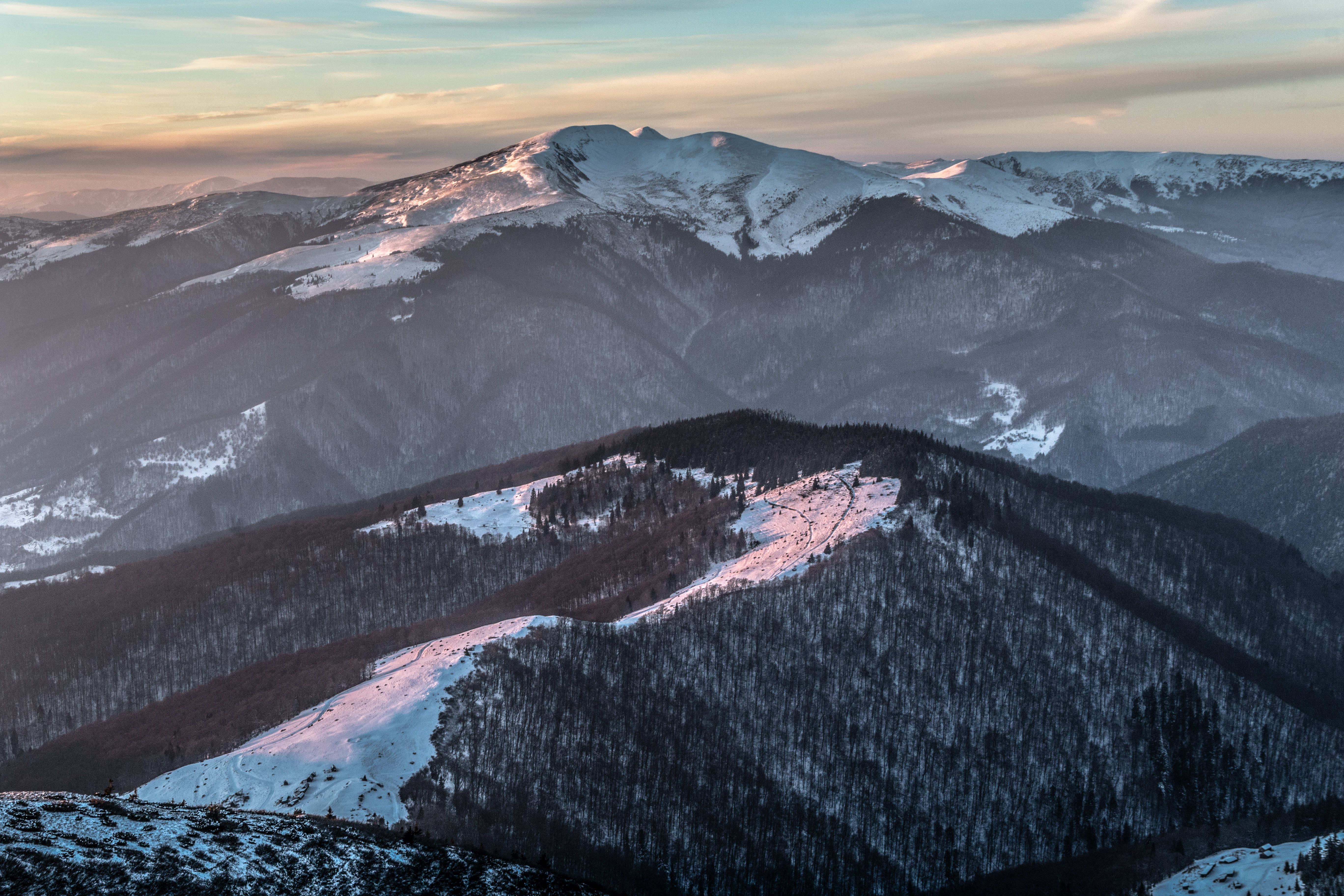
Близниці з гори Шешул
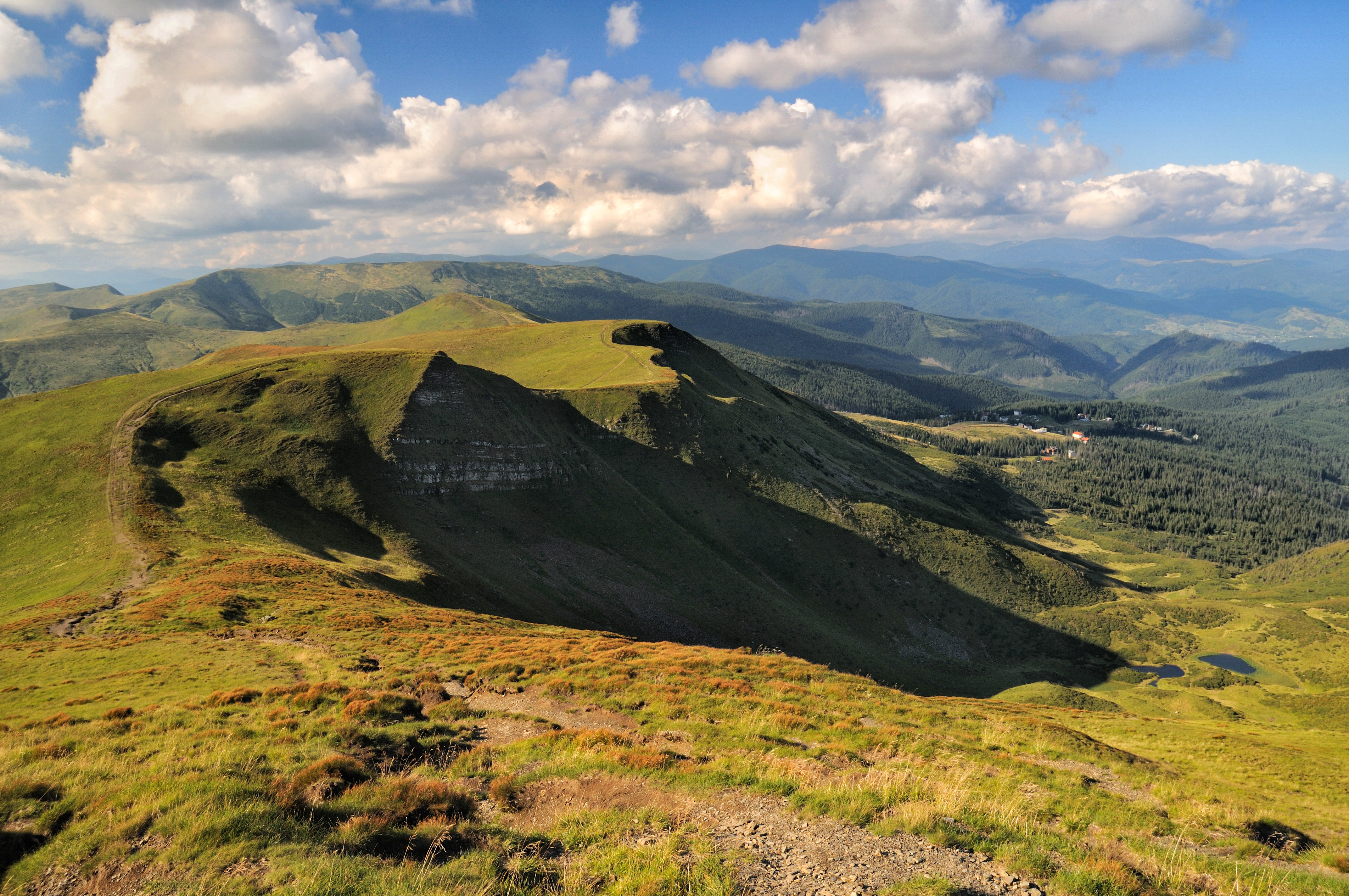
Жандарми зі схилів гори Близниця
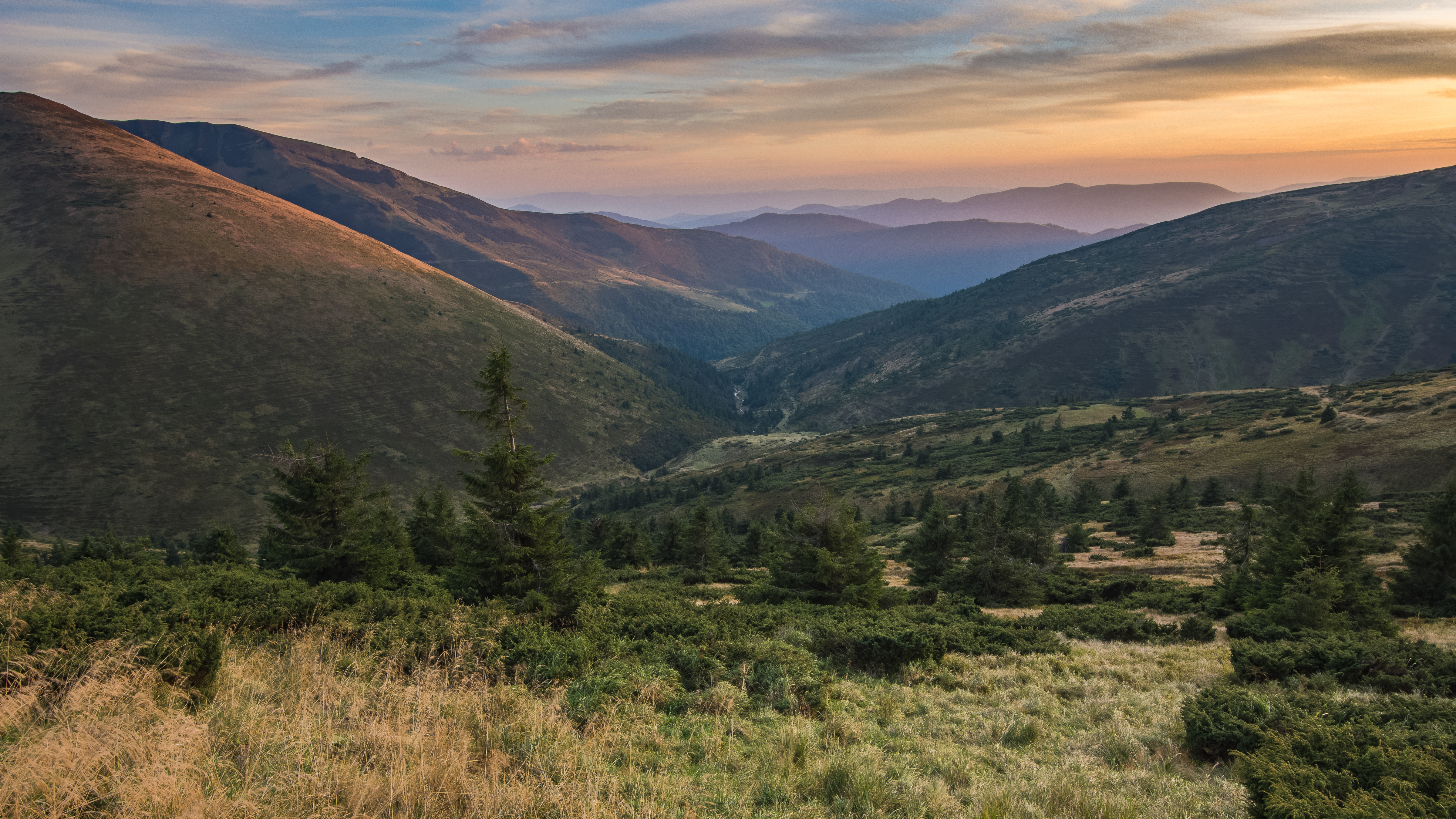
Вид на західні простори зі схилів гори Стіг
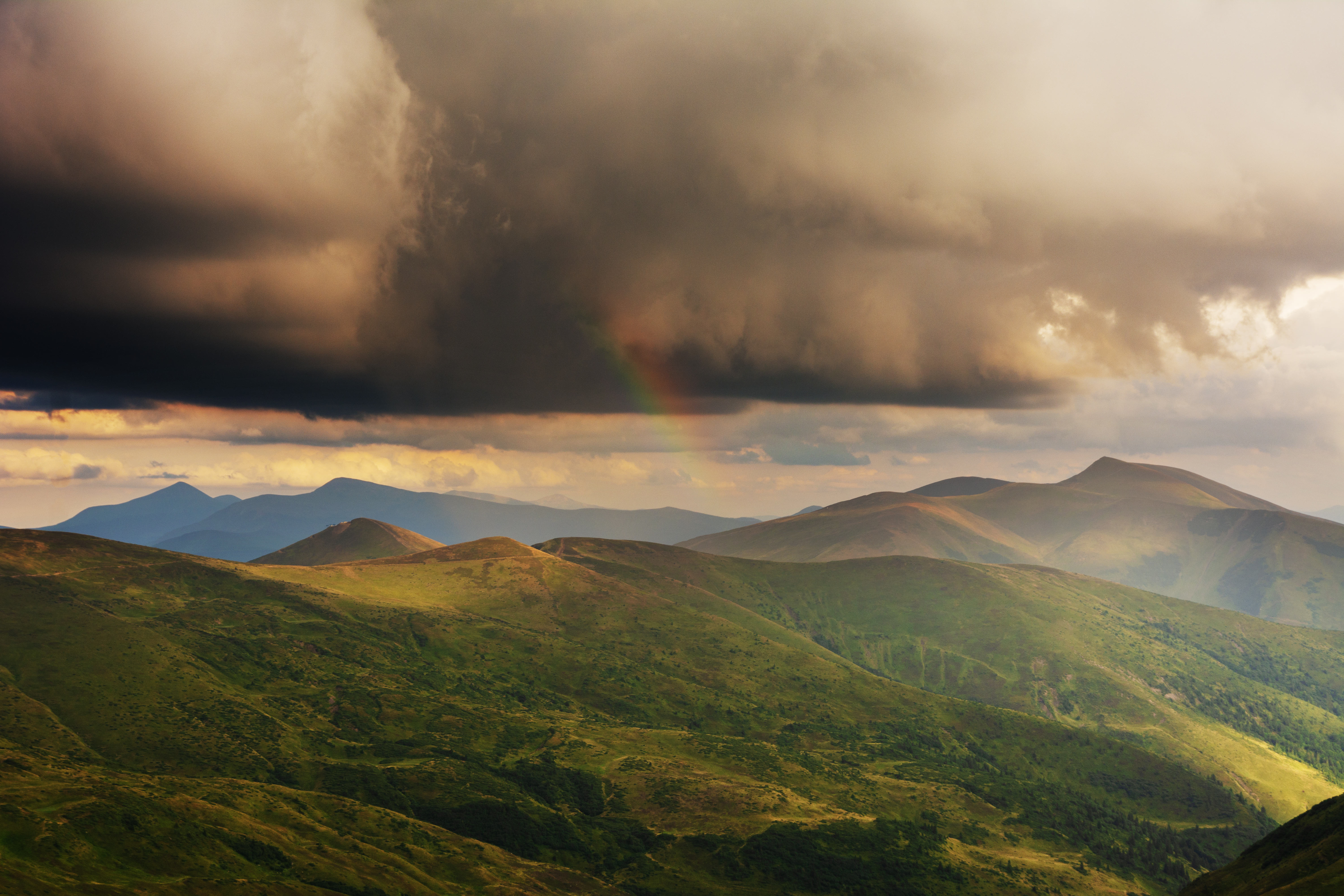
Грозові хмари над Свидовцем
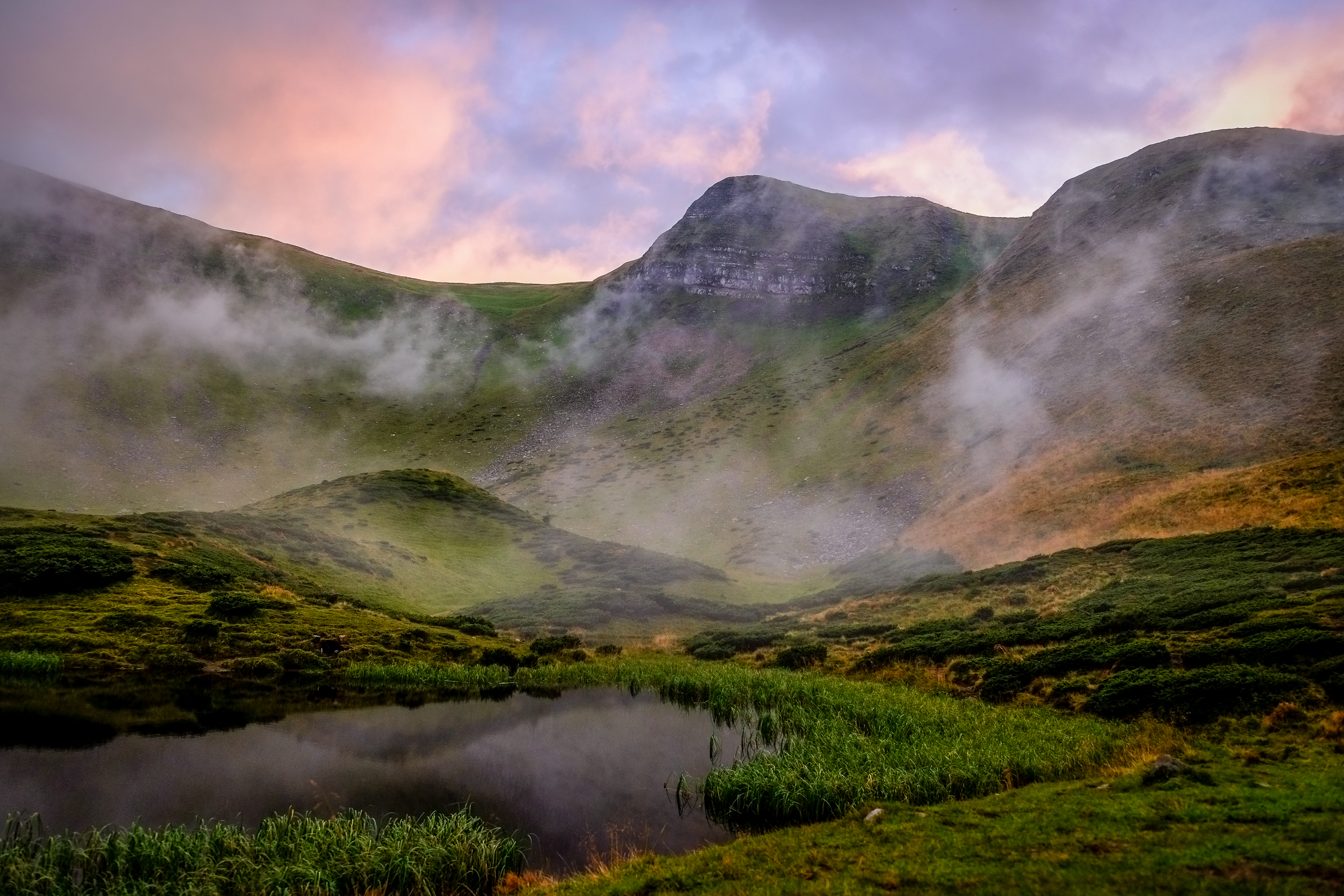
Озеро Івор
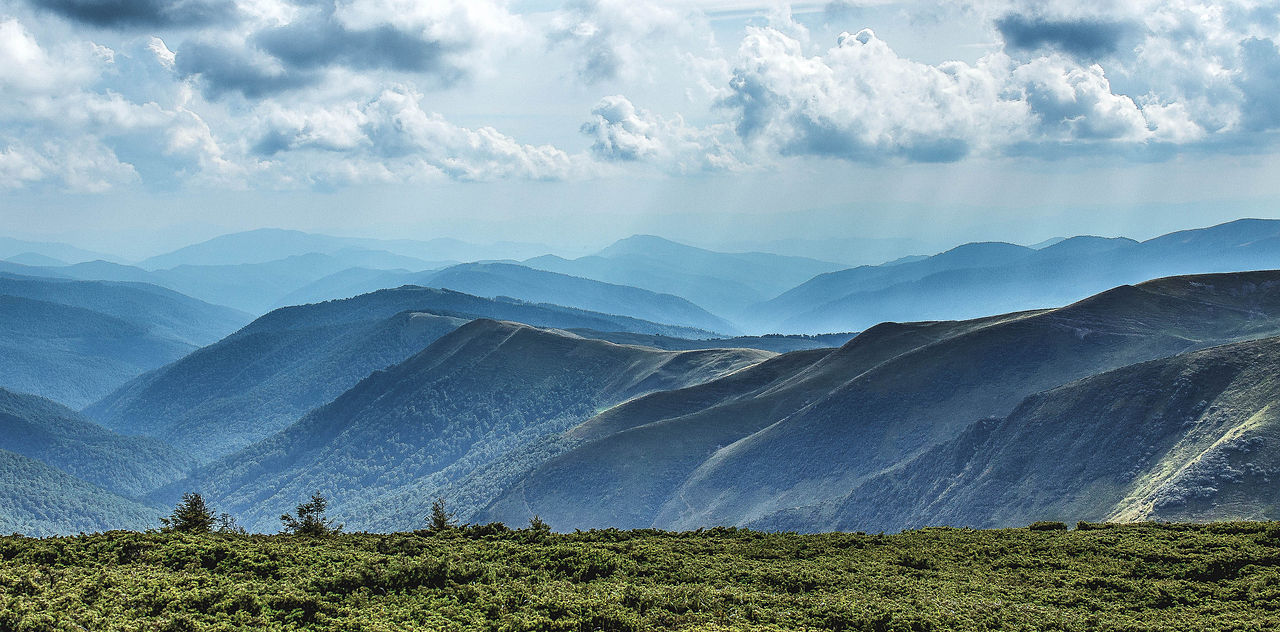
Вид зі Свидовця на південні простори
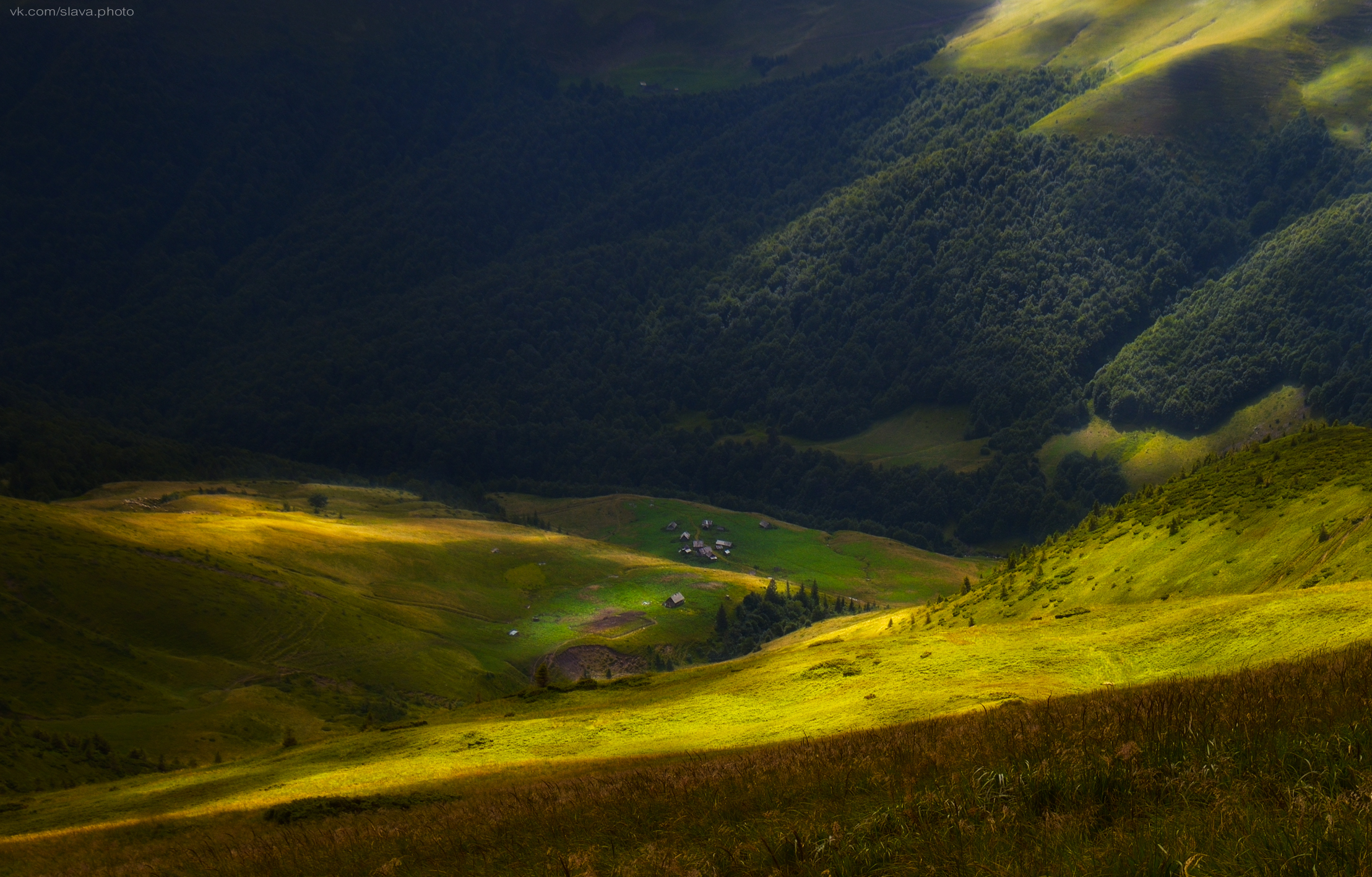
Стаї  пастухів
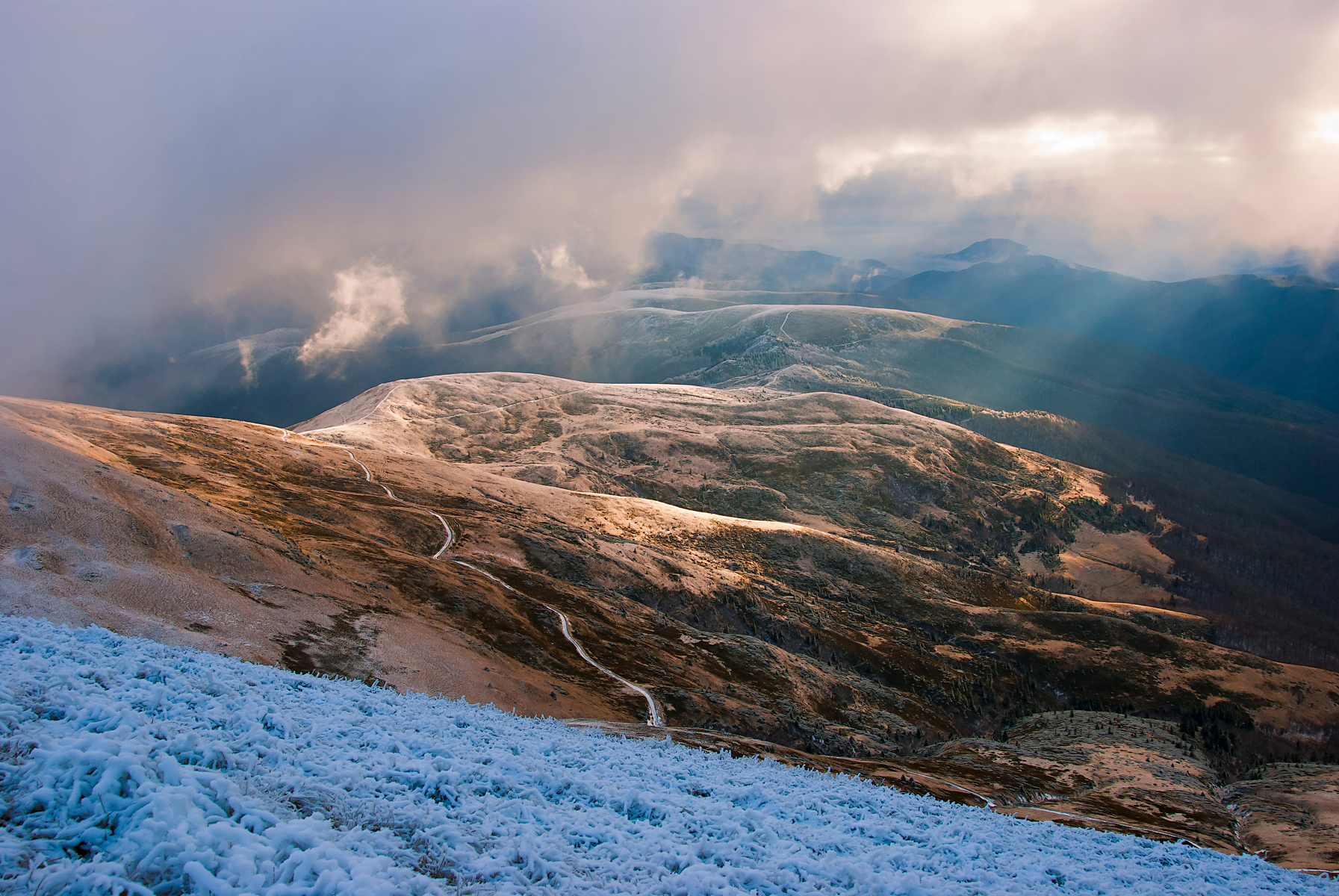
Схили Свидовця. Пізня осінь
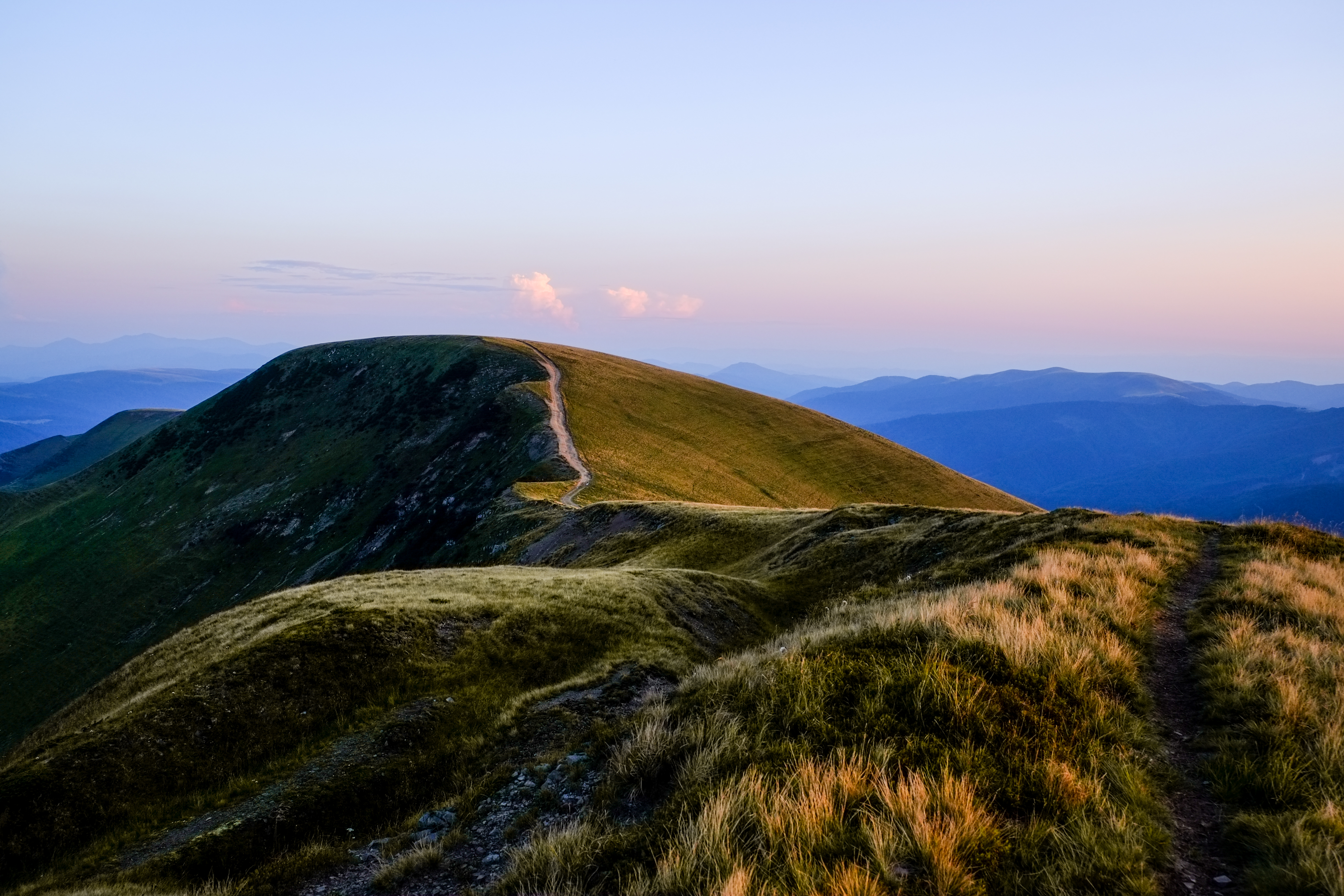
гора Догяска
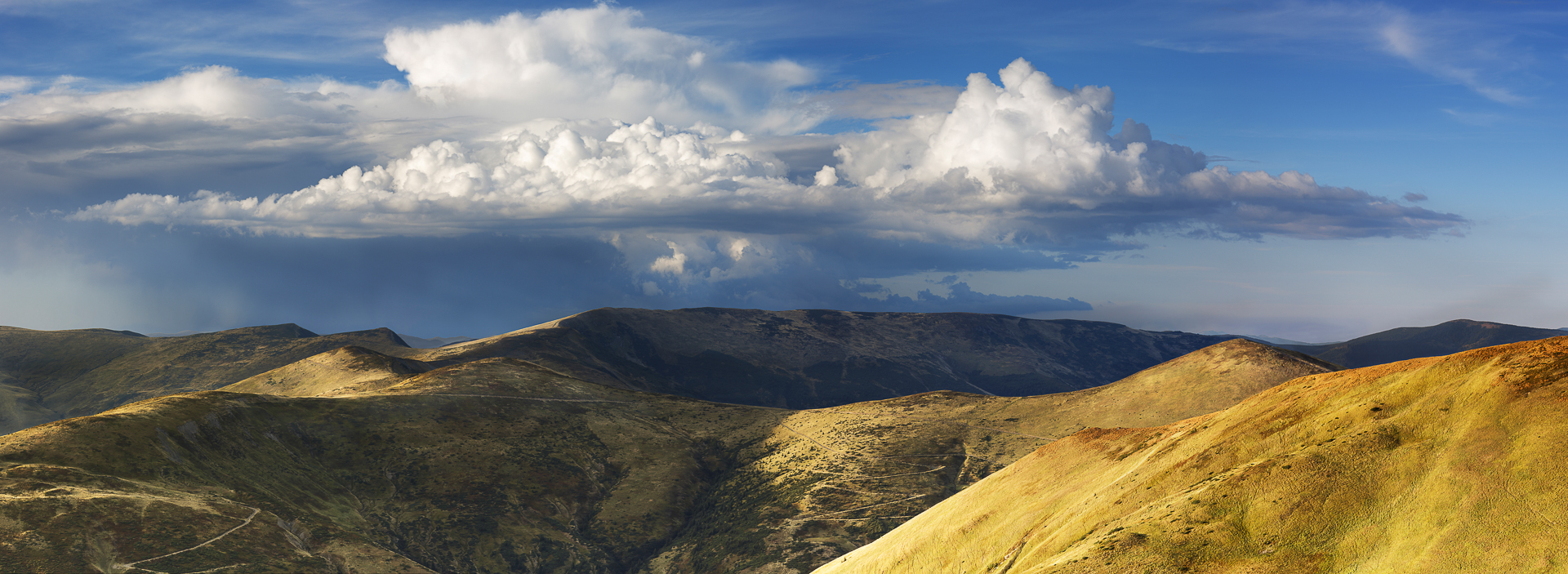
Свидовецький масив осінню
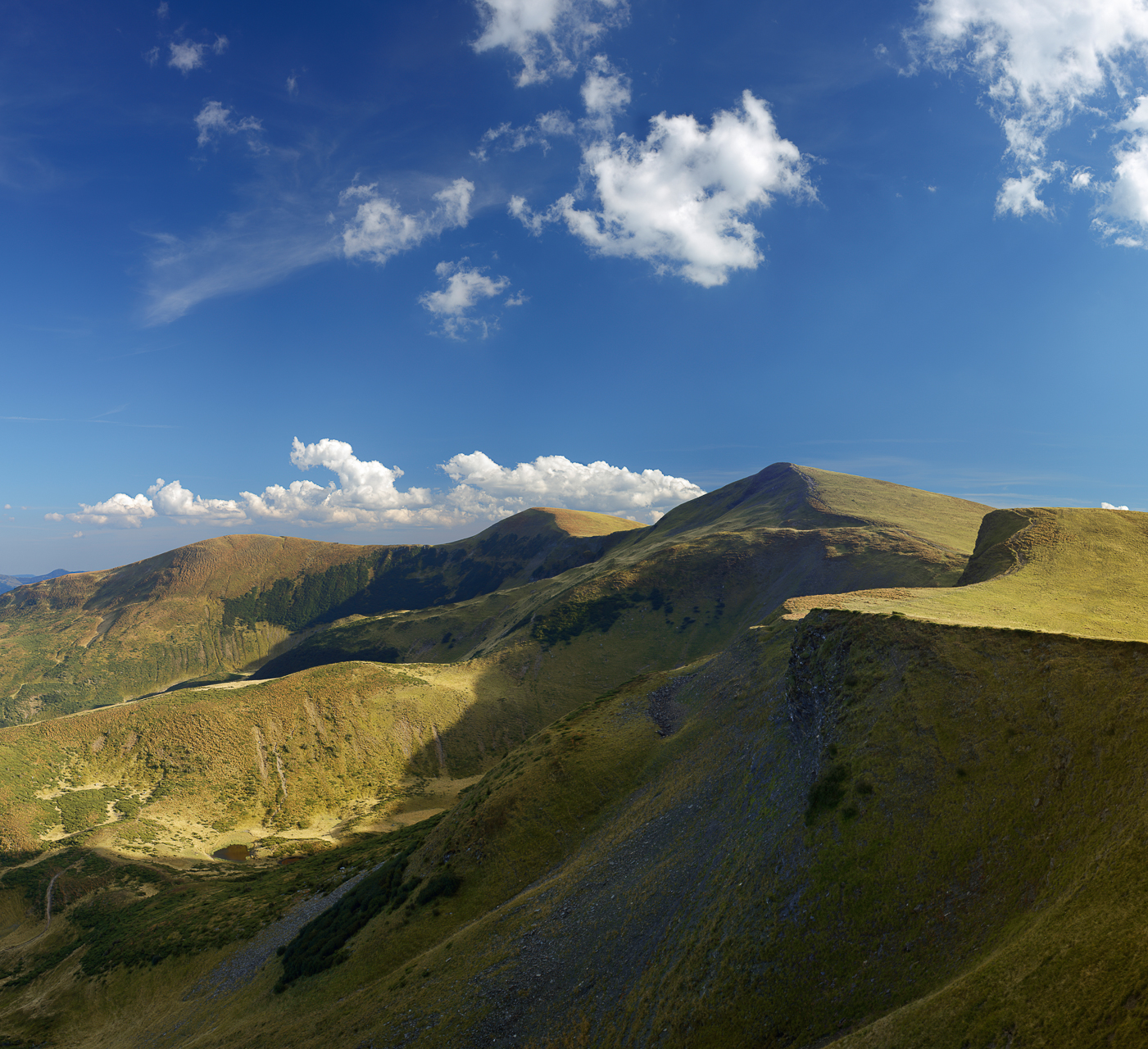
Осінь на Близницях
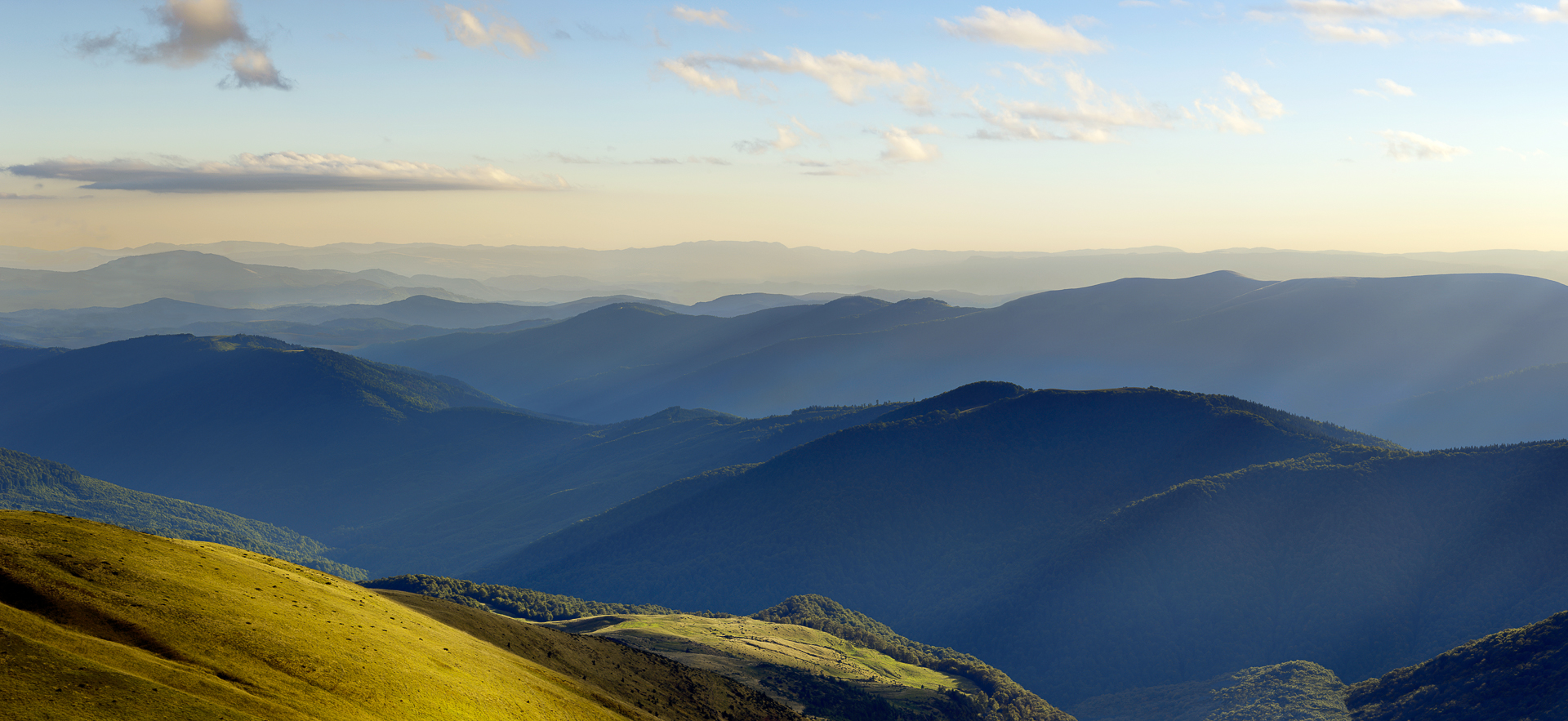
Вид зі Свидовця на південно-західні простори
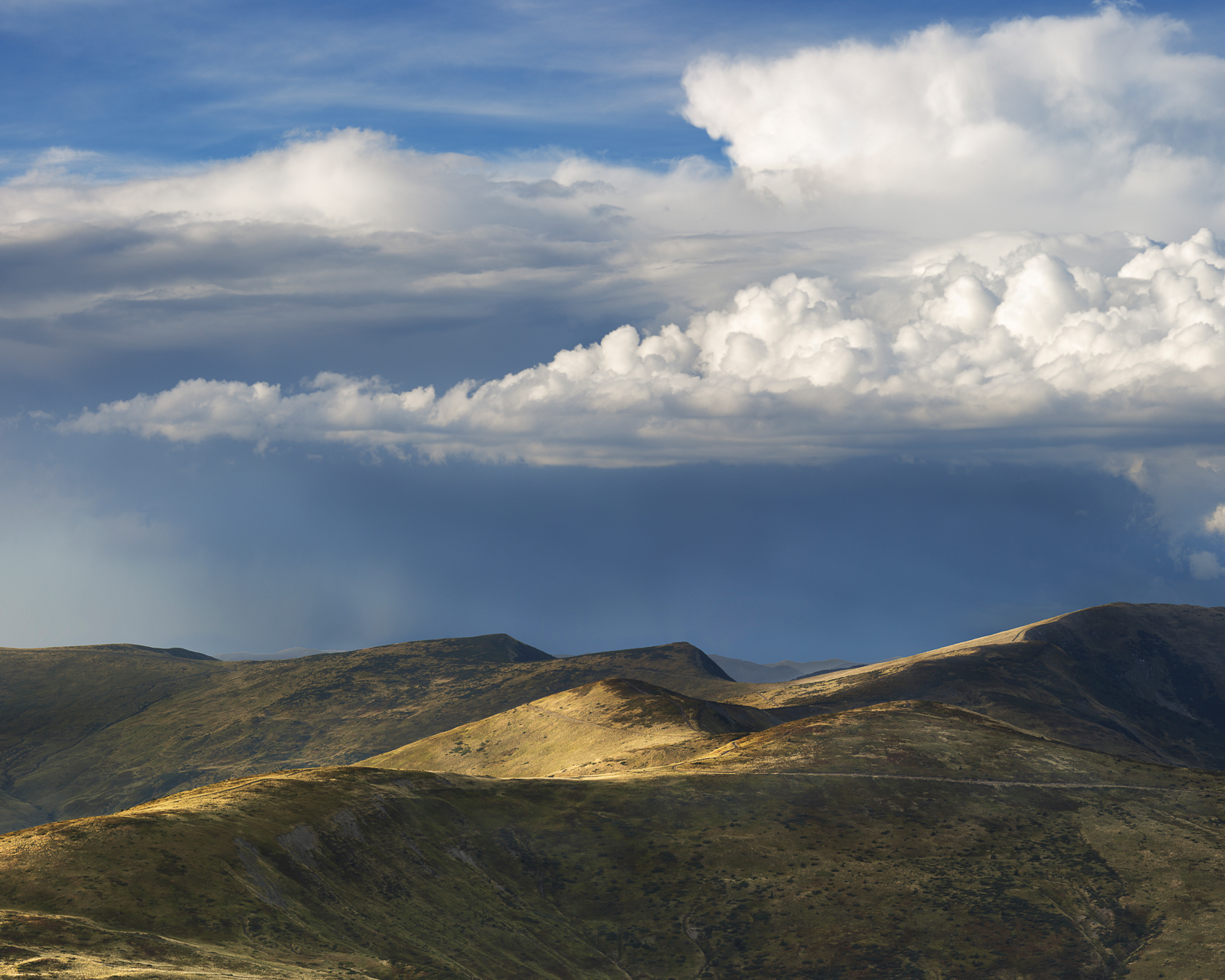
Хмара над Свидовцем
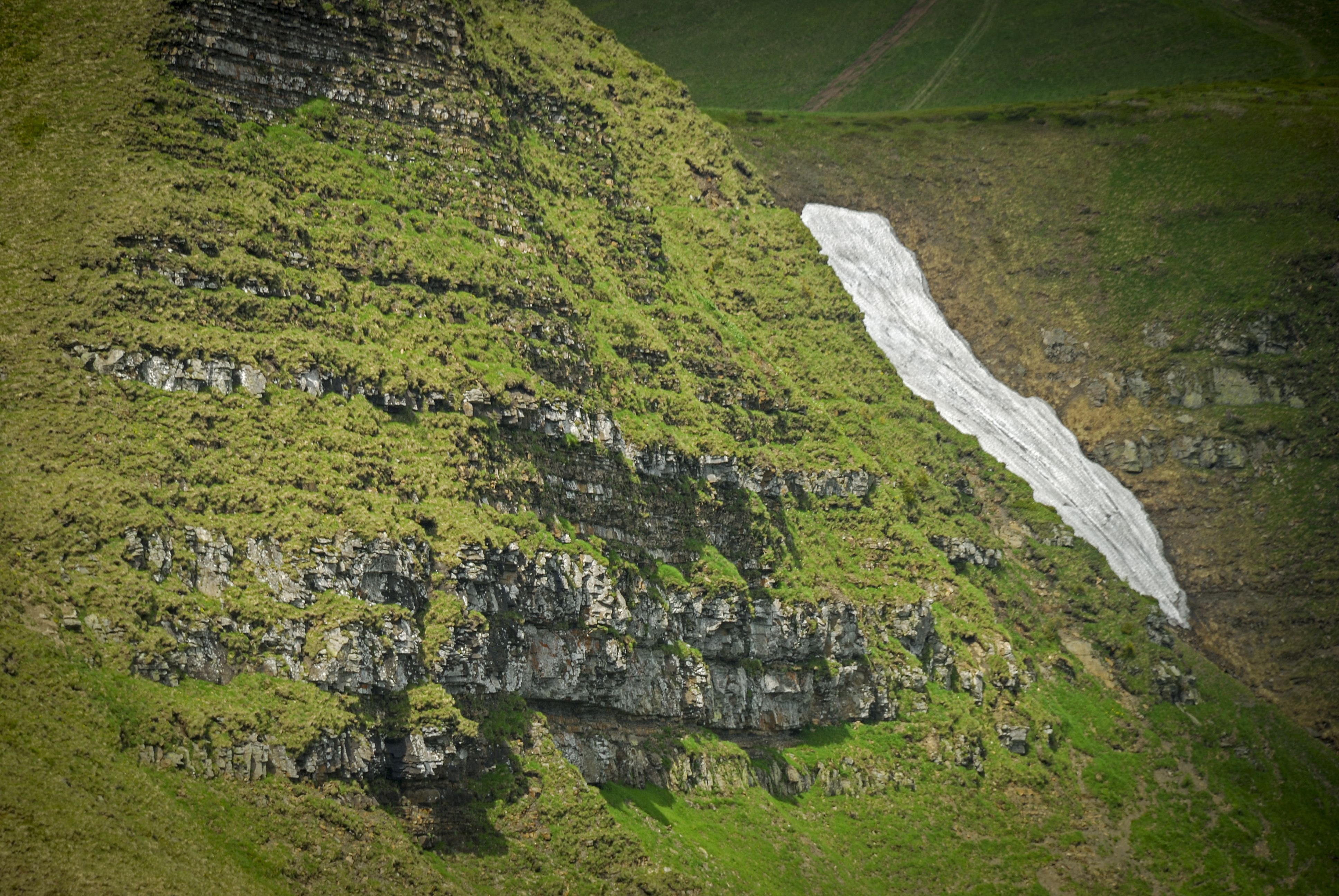
Скелі на Близниці
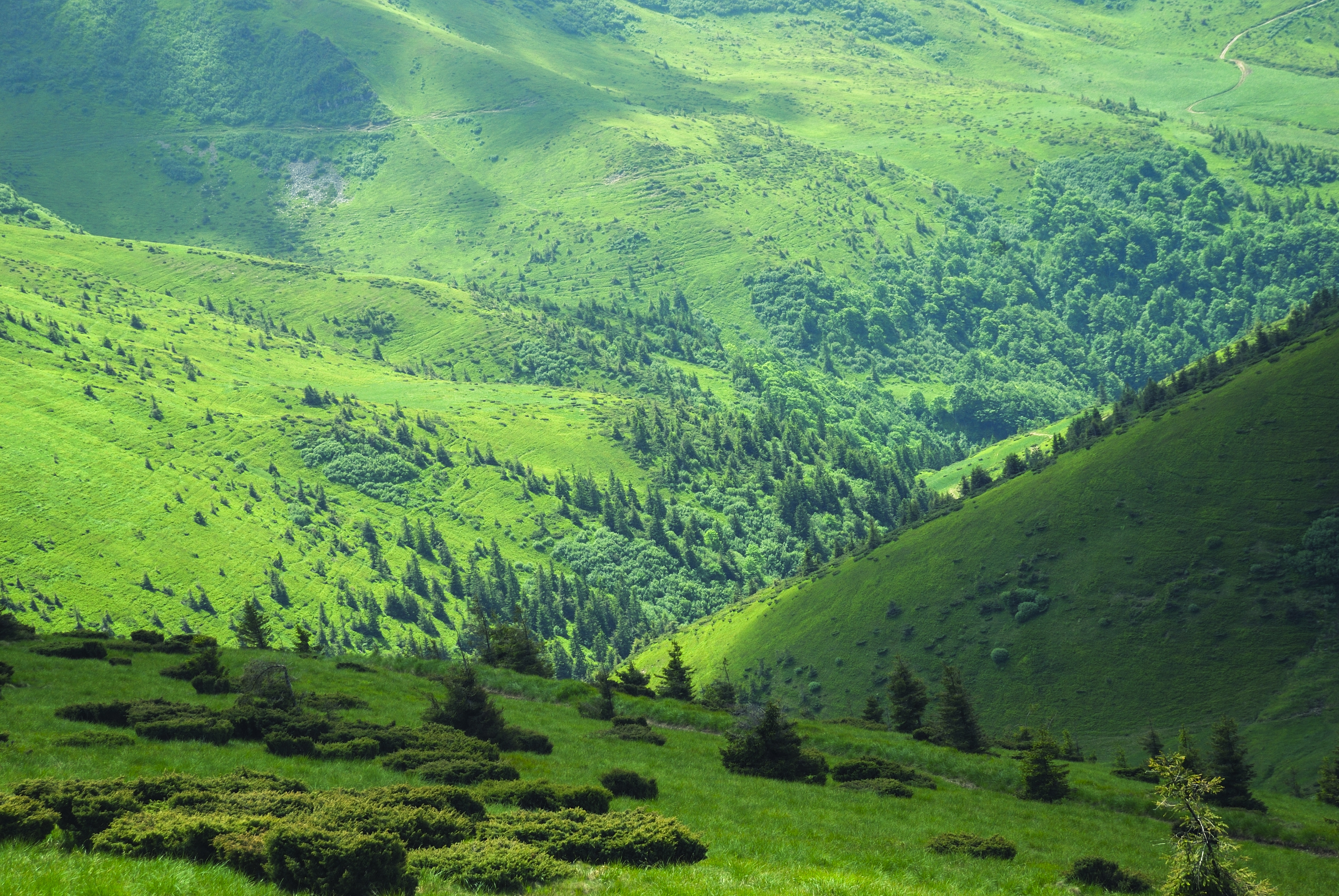
Типова долина Свидовецького масиву